# قاعدة بن جرير الجوية
قاعدة بن جرير قاعدة جوية عسكرية سابقة للقوات الجوية الأمريكية في المغرب ، تستخدمها الآن القوات الجوية الملكية المغربية ، كانت بمثابة موقع هبوط اضطراري لمكوك الفضاء. يقع نحو 36 ميلا (58 كم) شمال مراكش. تعتبر أكبر قاعدة عسكرية بالمغرب .
أُنشئت في عام 1951 من قبل القيادة الجوية الإستراتيجية الأمريكية وهي واحدة من خمس قواعد في شمال غرب أفريقيا، شُيّدت لكي يستغني الطيارون عن التزود بالوقود من الجو. تخلّت عن استعمالها في عام 2005، بعد 83 بعثات دعم مكوكية بسبب المخاوف من تعرضها لمخاطر الجماعات الإسلامية المسلحة.